# Пожар в гостинице «Россия»
Пожа́р в гости́нице «Росси́я» случился в пятницу 25 февраля 1977 года. В результате пожара погибли 42 человека, ещё 52 человека пострадали.

## Пожар

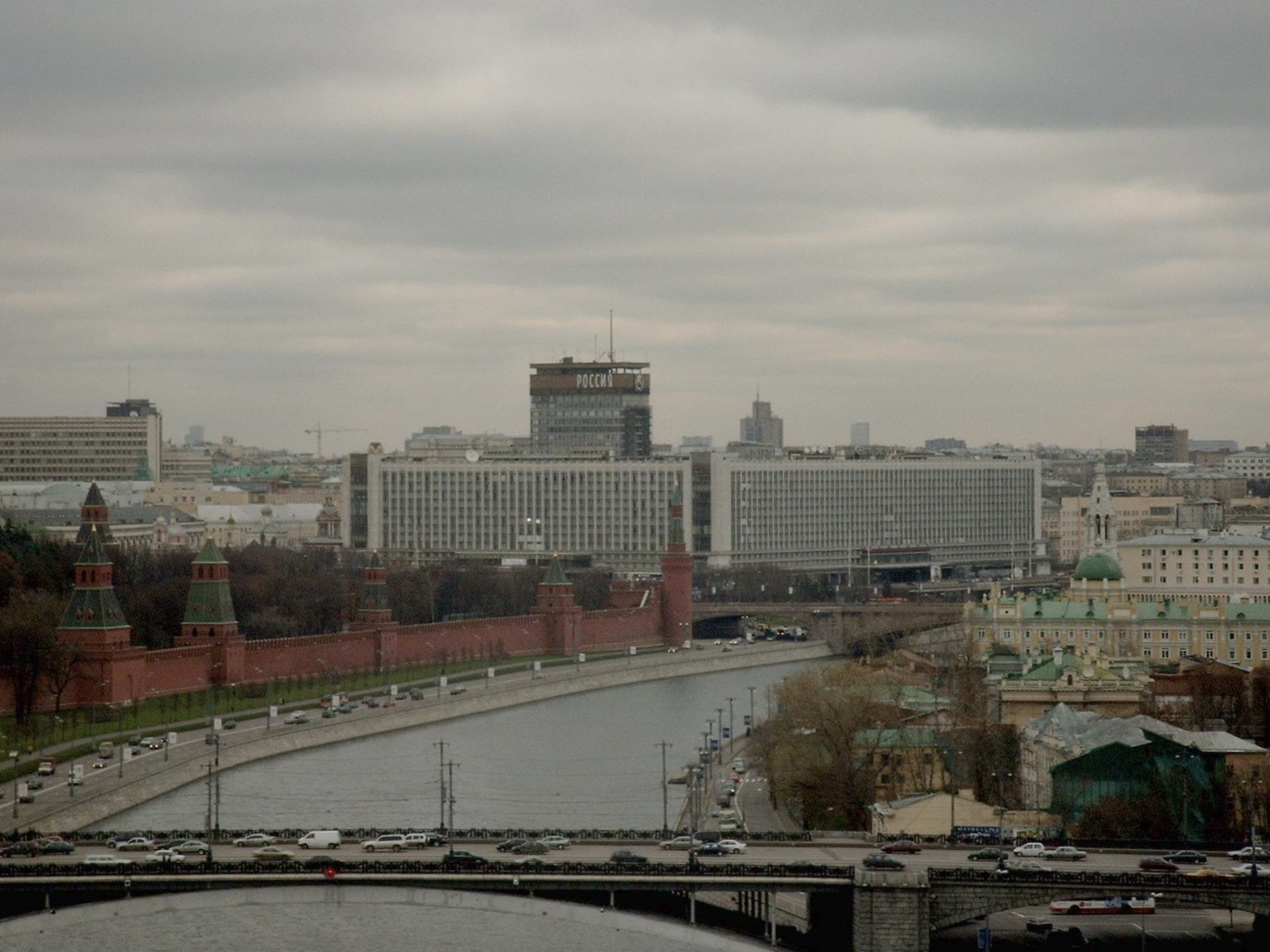
Вид на гостиницу «Россия» и Кремль, 2004 год

Вечером в пятницу, 25 февраля 1977 года на 13-м этаже здания гостиницы начался сильный пожар. Сигнал о возгорании поступил на пульт ЦППС в 21:24, приняла звонок дежурная Нина Переверзева. Тогда же московская служба «01» получила около 50 сообщений о пожаре. В гостинице загорелись одновременно 5-й, 11-й и 12-й этажи северного корпуса, огонь и дым распространялись по Северной башне. Более 250 посетителей ресторанов на 17-м и 22-м этажах оказались отрезанными от выхода.
Стены отеля были отделаны горючими материалами, система дымоудаления неисправна. 
Борьба с огнём началась в 22:00, тушение велось водой и пеной. Дополнительные сложности в тушении создавало повторное возгорание уже потушенных участков. На место происшествия выехали значительные пожарные силы Москвы и Московской области — в общей сложности было задействовано около 1400 сотрудников пожарной охраны, в том числе 168 офицеров и 573 газодымозащитника, а также 35 автоцистерн с водой, 61 автонасос и другое пожарное оборудование. В 22:05 к гостинице прибыл начальник Управления пожарной охраны ГУВД Мосгорисполкома генерал Антонов. Он объявил общую тревогу, после чего к горящему зданию стали подъезжать машины из пожарных частей Московской области. Изначально были задействованы 8 автолестниц, но они доставали лишь до седьмого этажа гостиницы, от 7 до 12 этажа была протянута «цепочка» из нескольких лестниц-штурмовок, благодаря этому удалось спасти 43 человека. Пламя полыхало и на 7-м, и на 9-м этажах, и даже на 13-м. Большинство из тех постояльцев, кто попытался спуститься по лестнице внутри гостиницы, погибли в результате удушья. На тушение было потрачено четыре с половиной часа, пожару была присвоена высшая 5 категория опасности.
Причина пожара — забытый кем-то  в радиорубке включённый в электросеть паяльник. Отель являлся символом столичного шика, по стране упорно ходят слухи о диверсии.
Во время тушения в концертном зале гостиницы выступал артист Аркадий Райкин. В разгар концерта Райкина вызвали к телефону, один из руководителей штаба по тушению пожара попросил «максимально продлить концерт». Впоследствии это решение объяснили тем, что зрителям в концертном зале опасность не угрожала, а организация эвакуации ещё 2,5 тысяч человек могла вызвать панику и осложнить работу пожарных служб.
Площадь распространения пожара составила около трёх тысяч квадратных метров. В нём погибли 42 человека (12 женщин и 30 мужчин), их тела доставили в морги института Склифосовского и РНИМУ имени Н. И. Пирогова. Ещё 52 человека, в том числе 13 пожарных, получили различные травмы, ожоги и отравления. Более 1000 человек было спасено из горящего здания.
Центральный комитет КПСС и Совет Министров СССР выражают глубокое соболезнование семьям, родственникам и близким погибших в результате несчастного случая — пожара в гостинице «Россия» в г. Москве 25 февраля сего года. Правительство СССР и местные органы принимают необходимые меры по оказанию помощи пострадавшим.

## Расследование
Вскоре после происшествия была создана специальная экспертная комиссия, более полугода расследовавшая причины возгорания. В заключении комиссии значилось, что «категорически и однозначно причину установить не удалось». По одной из версий, причиной пожара стал паяльник, не отключённый от электросети в радиоузле гостиницы. По другим источникам, очаг возгорания находился в комнате спецмероприятий работников КГБ.
В халатности и нарушении правил пожарной безопасности были обвинены двое работников радиоузла, пожарный инспектор, главный инженер гостиницы и её директор. Трое последних были амнистированы. 5 мая 1978 года начальник и старший инженер службы слабых токов были осуждены на полтора года и год соответственно. Мастер смены службы покончил жизнь самоубийством.

## В культуре и искусстве
- По мотивам пожара снят фильм «Человек, который закрыл город» (1982)[8]
- Происшествие легло в основу романа Владимира Санина «Большой пожар» (1986)[9].
- Пожар упоминается в романе Э. Тополя «Красная площадь» (1983) и одноимённом сериале (2004).
- 11-я серия сериала «Гостиница „Россия“», вышедшего на телеэкраны в 2017 году, практически полностью посвящена пожару.